# ستيف هوز
ستيف هوز (بالإنجليزية: Steve Hawes)‏ مواليد 26 مايو 1950 في سياتل، واشنطن، هو لاعب كرة سلة أمريكي سابق. بدأ مسيرته الاحترافية في سنة 1972. تم اختياره من قبل فريق كليفلاند كافالييرز خلال الدرافت. يبلغ طوله 6 قدم 9 بوصة (2.1 م). اعتزل اللعب في 1985. أحرز خلال مسيرته في الإن بي إيه 5768 نقطة بمعدل 8.4 نقاط في المباراة الواحدة.

## المسيرة الاحترافية
لعب مع رير فينيزيا مستري في موسم 1972–1973، ثم لعب مع هيوستن روكتس من سنة 1974 إلى 1976، ثم لعب مع بورتلاند ترايل بلايزرز في موسم 1975–1976، ثم لعب مع أتلانتا هوكس من سنة 1976 إلى 1983، ثم لعب مع سياتل سوبرسونيكس في سنة 1984.

## روابط خارجية
- ستيف هوز على موقع إن بي أي (الإنجليزية)
- ستيف هوز على موقع سبورتس رفرنس (الإنجليزية)
- ستيف هوز على موقع كلية كرة السلة في سبورتس رفرنس.كوم (الإنجليزية)
- ستيف هوز على موقع ريلجم (الإنجليزية)
- ستيف هوز على موقع بروبوليرز (الإنجليزية)